# Нечаев, Иван Владимирович
Иван Владимирович Нечаев (род. 2 октября 1980 года) — заместитель командира авиационной эскадрильи по воспитательной работе 368-го штурмового авиационного полка 1-й гвардейской смешанной авиационной дивизии 4-го командования ВВС и ПВО, полковник. Герой Российской Федерации (2008).

## Биография
Родился в 1980 году в городе Ахтубинск Астраханской области.
В ВС РФ с 1997 года. Направлен на службу в город Будённовск Ставропольского края. Участник боевых действий в Чеченской республике, выполнил несколько десятков боевых вылетов.
К началу войны в Грузии служил в 368 авиационном полку.
Согласно официальной биографии, 11 августа 2008 года, при выполнении боевой задачи по уничтожению колонны грузинских войск в районе Цхинвала, при боевом развороте для повторной атаки, Су-25СМ И. В. Нечаева получил попадание из ПЗРК. Ракета серьёзно повредила сразу оба двигателя. Сопла были сплющены и посечены осколками, на мгновение вспыхнул пожар, сразу сбитый потоком воздуха. Несмотря на тяжёлые повреждения самолёта, Нечаев принял решение и возвратился с машиной на авиабазу. Самолёт Нечаева был передан на авиаремонтный завод, но потом списан.
Указом Президента Российской Федерации от 5 сентября 2008 года капитану И. В. Нечаеву было присвоено звание Героя Российской Федерации «За мужество и героизм, проявленные при выполнении воинского долга».
Продолжает[когда?] службу в ВВС России.
20 февраля 2019 года награждён югоосетинским орденом «Уацамонга» «за мужество и героизм, проявленные при отражении агрессии Грузии против народа Южной Осетии в августе 2008 года».